# Kenny Burrell
Pour les articles homonymes, voir Burrell.
Kenneth Earl Burrell (né le 31 juillet 1931 à Détroit) est un guitariste de jazz américain.

## Biographie
Kenny Burrell est le fils William Henry et d'Elizabeth (Day) Burrell, deux musiciens qui lui feront découvrir la musique. 
Il apprend la guitare à partir de douze ans. 
Après ses études secondaires, il entre à la Wayne State University où il obtient un Bachelor of Music (en) (équivalent d'une licence délivrée par le Conservatoire national supérieur de musique). 
Il commence sa carrière au début des années 1950. Il joue avec de nombreux musiciens de jazz (Dizzy Gillespie, Oscar Peterson, Benny Goodman, Jimmy Smith, John Coltrane, Stan Getz, Gil Evans, Chet Baker) et enregistre plus d'une centaine d'albums. Depuis 1978, Il enseigne aussi l'histoire du jazz à l'université de Californie à Los Angeles,.

## Style
Le jeu de Kenny Burrell se caractérise par sa fluidité, sa maîtrise de l'harmonie et le renouveau du blues pour l'incorporer dans le jazz moderne.

## Discographie

### En tant que leader
- Introducing Kenny Burrell (Blue Note, 1956)
- Kenny Burrell Volume 2 (Blue Note, 1956)
- Swingin'  (Blue Note, 1956)
- All Night Long (Prestige, 1956)
- All Day Long (Prestige, 1957)
- Earthy (Prestige, 1957)
- Kenny Burrell (Prestige, 1957)
- 2 Guitars (Prestige, 1957) - avec Jimmy Raney
- K. B. Blues (Blue Note, 1957)
- Just Wailin' (New Jazz, 1958) avec Herbie Mann, Charlie Rouse et Mal Waldron
- Kenny Burrell & John Coltrane (Prestige, 1958) - avec John Coltrane
- Blue Lights Volume 1 (Blue Note, 1958)
- Blue Lights Volume 2 (Blue Note, 1958)
- On View at the Five Spot Cafe (Blue Note, 1959)
- A Night at the Vanguard (Argo, 1959), republié sous le nom Man At Work (Cadet Records, 1966)
- Weaver of Dreams (Columbia, 1960–61)
- Bluesin' Around (Columbia, 1961-62 [1983])
- Bluesy Burrell (Moodsville, 1962)
- Midnight Blue (Blue Note, 1963)
- Crash! (Prestige, 1963) - avec Jack McDuff
- Lotsa Bossa Nova! (Kapp, 1963)
- Blue Bash! (Verve, 1963) - avec Jimmy Smith
- Travelin' Light (Prestige, 1964) - avec Shirley Scott
- Soul Call (Prestige, 1964)
- Freedom (Blue Note, 1963-64 [1980])
- Guitar Forms (Verve, 1965)
- The Tender Gender (Cadet, 1966)
- Have Yourself a Soulful Little Christmas (Cadet, 1966)
- A Generation Ago Today (Verve, 1966–67)
- Ode to 52nd Street (Cadet, 1967)
- Blues - The Common Ground (Verve, 1967–68)
- Night Song (Verve, 1968–69)
- Asphalt Canyon Suite (Verve, 1969)
- God Bless the Child (CTI, 1971)
- 'Round Midnight (Fantasy, 1972)
- Both Feet on the Ground (Fantasy, 1973)
- Up the Street, 'Round the Corner, Down the Block (Fantasy, 1974)
- Stormy Monday (Fantasy, 1974 [1978])
- Sky Street (Fantasy, 1974)
- Ellington Is Forever (Fantasy, 1975)
- Ellington Is Forever Volume Two (Fantasy, 1975 [1977])
- Tin Tin Deo (Concord Jazz, 1977)
- Handcrafted (Muse, 1978)
- When Lights Are Low (Concord, 1978)
- Live at the Village Vanguard (Muse, 1978)
- In New York (Muse, 1978)
- Moon and Sand (Concord, 1979)
- Heretige (Audio Source/Voss, 1980)
- Listen to the Dawn (Muse, 1980)
- Groovin' High (Muse, 1981)
- Ellington à la Carte (Muse, 1983)
- À la Carte (Muse, 1983)
- Togethering (Blue Note, 1985) - avec Grover Washington, Jr.
- Generation (Blue Note, 1986)
- Pieces of Blue and the Blues (Blue Note, 1986 [1988])
- Guiding Spirit (Contemporary, 1989)
- Sunup to Sundown (Contemporary, 1991)
- Then Along Came Kenny (Evidence, 1993)
- Lotus Blossom (Concord, 1995)
- Love Is the Answer, featuring The Boys Choir of Harlem (Concord Concerto, 1998)
- Lucky So and So (Concord Jazz, 2001)
- Blue Muse (Concord Jazz, 2003)
- 75th Birthday Bash Live! (Blue Note, 2007)
- Be Yourself: Live at Dizzy's (Highnote, 2010)
- Tenderly (Highnote, 2011)
- Special Requests (and Other Favorites) (Highnote, 2013)

### Compilations
- 12-15-78 (32 Jazz, 1999) - compiles Live at the Village Vanguard and In New York
- Introducing Kenny Burrell: The First Blue Note Sessions (Blue Note, 2000) - compiles Introducing Kenny Burrell, Kenny Burrell Volume 2 and K. B. Blues

### En tant que sideman
- Jazzmen of Detroit with Tommy Flanagan, Pepper Adams, Paul Chambers, Kenny Clarke (1956; Savoy Records)

Avec Nat Adderley
- Little Big Horn (Riverside, 1963)

Avec Mose Allison
- Ever Since the World Ended (Blue Note, 1987)

Avec Gene Ammons
- Funky (Prestige, 1956)
- Jammin' in Hi Fi with Gene Ammons (Prestige, 1957)
- Bad! Bossa Nova (Prestige, 1962)

Avec Ernestine Anderson
- My Kinda Swing (Mercury, 1960)

Avec Louis Armstrong
- Louis Armstrong and His Friends (Flying Dutchman, 1970)

Avec Sil Austin et Red Prysock
- Battle Royale (Mercury, 1959)

Avec Chet Baker
- Chet (Riverside, 1959)
- Baby Breeze (Limelight, 1965)

Avec Ray Barretto
- Portraits in Jazz and Clave (RCA, 2000)

Avec Bill Barron
- West Side Story Bossa Nova (Dauntless, 1963)

Avec Tony Bennett
- Tony Bennett at Carnegie Hall (Columbia, 1962)

Avec Andy Bey
- Now! Hear! (Prestige, 1964)
- 'Round Midnight (Prestige, 1965)

Avec Betty Blake
- Betty Blake Sings in a Tender Mood (Bethlehem, 1960)

Avec Eddie Bonnemere
- Jazz Orient Ed (Prestige, 1964)

Avec Pat Bowie
- Out of Sight! (Prestige, 1965)

Avec Dee Dee Bridgewater
- Dear Ella (Verve, 1997)

Avec Ronnell Bright
- Bright's Spot (Savoy, 1956)

Avec James Brown
- Please, Please, Please (King, 1958)
- Try Me! (King, 1959)

Avec Ray Brown
- Some of My Best Friends Are... Guitarists (Telarc, 2002)

Avec Donald Byrd
- Motor City Scene (Bethlehem, 1960)
- A New Perspective (Blue Note, 1963)
- Up with Donald Byrd (Verve, 1965)

Avec Betty Carter
- 'Round Midnight (Atco, 1963)

Avec Paul Chambers
- Whims of Chambers (Blue Note, 1956)
- Bass on Top (Blue Note, 1957)

Avec Sonny Clark
- Sonny Clark Quintets (Blue Note, 1958)

Avec Chris Connor
- Chris Connor Sings Ballads of the Sad Café (Atlantic, 1959)
- In Person (Atlantic, 1959)

Avec Blossom Dearie
- Blossom Dearie Sings Comden and Green (Verve, 1960)
- My Gentleman Friend (Verve, 1961)

Avec Kenny Dorham
- 'Round About Midnight at the Cafe Bohemia (Blue Note, 1956)

Avec Bill Evans
- Quintessence (Fantasy, 1976)

Avec Gil Evans
- The Individualism of Gil Evans (Verve, 1964)

Avec Art Farmer
- Ph.D. (Contemporary, 1989)

Avec Tommy Flanagan
- Beyond the Blue Bird (Timeless, 1990)

Avec Frank Foster
- No 'Count (Savoy, 1956)

Avec Aretha Franklin
- Yeah!!! (Atlantic, 1965)
- Soul '69 (Atlantic, 1969)

Avec Red Garland
- Red Garland Revisited! (Prestige, 1957 [1969])

Avec Stan Getz
- Reflections (Verve, 1963)
- Getz au Go Go (Verve, 1965)
- What the World Needs Now: Stan Getz Plays Bacharach and David (Verve, 1968)

Avec Terry Gibbs
- Take It from Me (Impulse!, 1964)

Avec Dizzy Gillespie
- Dee Gee Days: The Savoy Sessions (Savoy, 1951-52 [1976])

Avec Paul Gonsalves
- Cleopatra Feelin' Jazzy (Impulse!, 1963)

Avec Babs Gonzales
- Tales of Manhattan: The Cool Philosophy of Babs Gonzales (Jaro, 1959)

Avec Sandy Graham
- Comes Love (Jazz Link Enterprises, 2000)

Avec Roland Hanna
- Destry Rides Again (ATCO, 1959)

Avec Nancy Harrow
- Wild Women Don't Have the Blues (Candid, 1961)

Avec Coleman Hawkins
- Soul (Prestige, 1958)
- The Hawk Relaxes (Moodsville, 1961)

Avec Eddie Harris
- Cool Sax from Hollywood to Broadway (Columbia, 1964)

Avec Gene Harris
- World Tour 1990 (Concord Jazz, 1990)

Avec Johnny Hartman
- I Just Dropped by to Say Hello (Impulse!, 1964)

Avec Jimmy Heath
- On the Trail (Riverside, 1964)

Avec Johnny Hodges
- Mess of Blues with Wild Bill Davis (Verve, 1964)
- Stride Right with Earl "Fatha" Hines (Verve, 1966)

Avec Jay Hoggard
- The Fountain (Muse, 1991)

Avec Billie Holiday
- Lady Sings the Blues (Clef, 1956)

Avec Shirley Horn
- Loads of Love (Mercury, 1963)

Avec Lena Horne
- Stormy Weather (RCA Victor, 1957)

Avec Milt Jackson
- Bags & Flutes (Atlantic, 1957)
- Bean Bags with Coleman Hawkins (Atlantic, 1958)
- Soul Brothers with Ray Charles (Atlantic, 1958)
- Vibrations (Atlantic, 1960–61)
- Soul Meeting with Ray Charles (Atlantic, 1961)
- Much in Common with Ray Brown (Verve, 1964)

Avec Willis Jackson
- Bossa Nova Plus (Prestige, 1962)

Avec Illinois Jacquet
- The Cool Rage (Verve, 1958)
- The Message (Argo, 1963)
- Desert Winds (Argo, 1964)
- Birthday Party (Groove Note, 1999)

Avec John Jenkins
- John Jenkins with Kenny Burrell (Blue Note, 1957)

Avec Budd Johnson
- French Cookin'  (Argo, 1963)

Avec Etta Jones
- Love Shout (Prestige, 1962)
- Hollar! (Prestige, 1962)

Avec Hank Jones
- Porgy and Bess (Capitol, 1959)
- Here's Love (Argo, 1963)
- Ain't Misbehavin' (Galaxy, 1978)

Avec Quincy Jones
- Birth of a Band, Vol. 1 (Mercury, 1959)
- Birth of a Band, Vol. 2 (Mercury, 1959)

Avec Thad Jones
- Detroit-New York Junction (Blue Note, 1956)
- After Hours (Prestige, 1957)

Avec Taft Jordan
- Mood Indigo (Moodsville, 1961)

Avec Bev Kelly
- Love Locked Out (Riverside, 1960)

Avec Wynton Kelly
- Piano (Riverside, 1958)
- Comin' in the Back Door (Verve, 1963)
- It's All Right! (Verve, 1964)

Avec Joe Kennedy, Jr.
- Strings by Candlelight (CAP, 1962)

Avec B.B. King
- Live at the Apollo (GRP, 1991)

Avec Yusef Lateef
- The Blue Yusef Lateef (Atlantic, 1968)

Avec Hubert Laws
- Laws' Cause (Atlantic, 1968)

Avec The Leiber–Stoller Big Band
- Yakety Yak (Atlantic, 1960)

Avec Melba Liston
- Melba Liston and Her 'Bones (MetroJazz, 1959)

Avec Gloria Lynne
- Miss Gloria Lynne (Everest, 1958)

Avec Gildo Mahones
- I'm Shooting High (Prestige, 1963)
- The Great Gildo (Prestige, 1964)

Avec Herbie Mann
- Just Wailin'  (Prestige, 1958)

Avec Jack McDuff
- Screamin' (Prestige, 1962)
- Somethin' Slick! (Prestige, 1963)
- Steppin' Out (Prestige, 1961-66 [1969])

Avec Gary McFarland
- The Jazz Version of "How to Succeed in Business without Really Trying" (Verve, 1961)

Avec Jimmy McGriff
- The Big Band (Solid State, 1966)

Avec Wes Montgomery
- Fusion! Wes Montgomery with Strings (Riverside, 1963)

Avec Frank Morgan
- Listen to the Dawn (Antilles, 1993)

Avec Maria Muldaur
- Sweet Harmony (Reprise, 1976)

Avec Dave Pike
- Bossa Nova Carnival (New Jazz, 1962)
- Times out of Mind (Muse, 1975)

Avec Billie Poole
- Confessin' the Blues! (Riverside, 1963)

Avec The Prestige All Stars
- Interplay for 2 Trumpets and 2 Tenors (Prestige, 1957)

Avec Ike Quebec
- Bossa Nova Soul Samba (Blue Note, 1962)

Avec Jerome Richardson
- Midnight Oil (New Jazz, 1958)

Avec Freddie Roach
- Down to Earth (Blue Note, 1962)
- Mo' Greens Please (Blue Note, 1963)

Avec Sonny Rollins
- Alfie (Impulse! 1966)

Avec Charlie Rouse
- Bossa Nova Bacchanal (Blue Note, 1962)

Avec Vanessa Rubin
- I'm Glad There Is You : A Tribute to Carmen McRae (Novus, 1994)

Avec A. K. Salim
- Stable Mates (Savoy, 1957)

Avec Lalo Schifrin
- Once a Thief and Other Themes (Verve, 1965)

Avec Carol Sloane
- Love You Madly (Contemporary, 1988)

Avec Jimmy Smith
- Jimmy Smith at the Organ, Vol. 1 (Blue Note, 1957)
- Jimmy Smith at the Organ, Vol. 2 (Blue Note, 1957)
- Confirmation (Blue Note, 1958 [1979])
- House Party (Blue Note, 1958)
- Softly as a Summer Breeze (Blue Note, 1958)
- Six Views of the Blues (Blue Note, 1958 [1999])
- The Sermon! (Blue Note, 1959)
- Home Cookin' (Blue Note, 1960)
- Midnight Special (Blue Note, 1961)
- Back at the Chicken Shack (Blue Note, 1963)
- Any Number Can Win (Verve, 1963)
- The Cat (Verve, 1964)
- Who's Afraid of Virginia Woolf? (Verve, 1964)
- Christmas '64 (Verve, 1964)
- Monster (Verve, 1965)
- Organ Grinder Swing (Verve, 1965)
- Got My Mojo Workin'  (Verve, 1965)
- The Hootchie Coochie Man (Verve, 1966)
- Second Coming (Mojo, 1980)
- Keep On Comin'  (Elektra, 1983)
- Go For Whatcha Know (Blue Note, 1986)
- Fourmost (Milestone, 1991)
- The Master (Blue Note, 1994)

Avec Dakota Staton
- Time to Swing (Capitol, 1959)

Avec Sylvia Syms
- Sylvia Is! (Prestige, 1965)
- Then Along Came Bill : A Tribute to Bill Evans (DRG, 1989)

Avec Ed Thigpen
- Out of the Storm (Verve, 1966)

Avec Cal Tjader
- Warm Wave (Verve, 1964)
- Soul Sauce (Verve, 1965)

Avec Stanley Turrentine
- Jubilee Shout!!! (Blue Note, 1962)
- Hustlin' (Blue Note, 1964)
- Joyride (Blue Note, 1965)
- The Look of Love (Blue Note, 1968)
- Always Something There (Blue Note, 1968)
- The Sugar Man (CTI, 1971)

Avec Dinah Washington
- What a Diff'rence a Day Makes! (Mercury, 1959)

Avec Doug Watkins
- Watkins at Large (Transition, 1956)

Avec Frank Wess
- North, South, East... Wess (Savoy, 1956)
- Opus in Swing (Savoy, 1956)

Avec Randy Weston
- Uhuru Afrika (Roulette, 1960)

Avec Joe Williams
- Jump for Joy (RCA Victor, 1963)
- Me and the Blues (RCA Victor, 1964)

Avec Kai Winding
- More (Theme from Mondo Cane) (Verve, 1963)

Avec Jimmy Witherspoon
- Baby, Baby, Baby (Prestige, 1963)
- Blue Spoon (Prestige, 1964)

Avec Leo Wright
- Suddenly the Blues (Atlantic, 1962)